# George Washington Smith

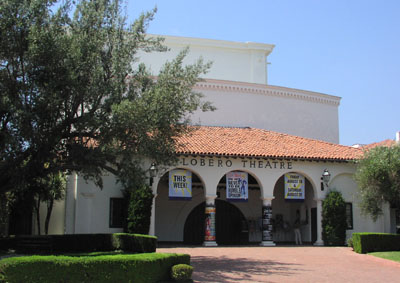
Het Lobero Theatre in Santa Barbara werd ontworpen door George Washington Smith en Lutah Maria Riggs en opende in augustus 1924.

George Washington Smith (Pittsburgh, 22 februari 1876 – Santa Barbara, 16 maart 1930) was een Amerikaans architect en kunstschilder. Smith staat bekend om zijn bouwwerken in de streek rond Santa Barbara (Californië). Hij populariseerde de Spanish Colonial Revival-stijl aan het begin van de 20e eeuw.

## Biografie
Smith werd op George Washingtons verjaardag geboren in Pittsburgh. Hij studeerde schilderkunst aan de Pennsylvania Academy of the Fine Arts en architectuur aan de Harvard-universiteit, waar hij echter niet afstudeerde. Omdat Smith ontevreden was over zijn job in een architectenbureau, ging hij in obligaties handelen, wat hem snel rijk maakte. Daardoor kon hij zich opnieuw toewijden aan de kunst. Nadat Smith trouwde, verhuisde hij naar Europa. George Washington Smith reisde al schilderend rond en studeerde in Rome en Parijs. Na drie jaar keerde het koppel terug naar de Verenigde Staten.
Smith vestigde zich in New York, waar zijn werk al snel samen met dat van andere Amerikaanse kunstenaars zoals John Sloan en George Bellows werd tentoongesteld. In 1915 reisde Smith naar Californië. Daar werd zijn werk tentoongesteld in het Palace of Fine Arts op de Panama-Pacific International Exposition. Nadat Smith vrienden bezocht had in Montecito, een kalme voorstad van Santa Barbara, besloot hij in Californië te blijven. Hij kocht er land en ontwierp en bouwde er zijn eigen huis en studio. Daarvoor liet hij zich inspireren op de Spaanse boerderijhuizen die hij in Andalusië had gezien. Het huis bleek een succes te zijn en Smith ervoer dat er vraag was naar meer huizen in die stijl. Hij stopte met schilderen en werd een voltijdse architect in Santa Barbara. Hij zou er de rest van zijn leven blijven. In Santa Barbara County alleen al ontwierp George Washington Smith meer dan 80 huizen. Hij was een van de meest populaire architecten van het land en veel van zijn ontwerpen verschenen in vooraanstaande vakbladen en tijdschriften. Smith wordt weleens de "vader" van de Spanish Colonial Revival-stijl genoemd, hoewel hij ook in andere stijlen werkte. Smiths populariteit in zijn eigen tijd heeft zich echter niet vertaald in grote naambekendheid na zijn dood. Er staan wel verschillende van zijn bouwwerken op het National Register of Historic Places.